# 徐辂
徐輅（？—？），浙江杭州府海寧縣人，明朝政治人物。

## 生平
嘉靖十九年（1540年）庚子科應天鄉試第十二名舉人。萬曆五年（1577年）任福建永安縣知縣，政績卓著，因不善奉承上級，被中傷去職，為百姓懷念。